# Cmentarz żydowski w Namysłowie
Cmentarz żydowski w Namysłowie – kirkut znajduje się przy ul. Łączańskiej.

## Historia
Cmentarz powstał w 1794 roku na obszarze Polskiego Przedmieścia w Namysłowie. Decyzja o przekazaniu Żydom terenu pod urządzenie kirkutu zapadła już w roku 1792, a roczny czynsz za użytkowanie działki wynosić miał 7 talarów. W lipcu 1862 r. teren kirkutu został ogrodzony pięknym parkanem, który Żydów kosztował 700 talarów. 
W czasie „Nocy kryształowej” (z 9 na 10 listopada 1938 r.) hitlerowcy zniszczyli kirkut. Zachowane macewy zostały zgromadzone przy wejściu na teren nekropolii, skąd zniknęły w okresie powojennym (najprawdopodobniej wykorzystano je podczas budowy altany parkowej na Placu pod Grzybkiem w 1960 r.). W czasie II wojny światowej hitlerowcy zbudowali na obszarze kirkutu baraki obozu pracy przymusowej, a potem urządzono tam magazyn materiałów budowlanych i targowisko bydła. 
W 1986 r. przy okazji budowy sieci ciepłowniczej odnaleziono dwie trumny, lecz wobec niezidentyfikowania zmarłych zostały one ponownie pochowane – na cmentarzu komunalnym przy ul. Jana Pawła II. 
Obecnie zachowały się jedynie szczątki ogrodzenia, na którym znajduje się tablica informująca o dawnym przeznaczeniu tego miejsca oraz ruiny domu pogrzebowego. Teren stanowi własność Gminy Żydowskiej we Wrocławiu, która jednak nie przejawia zainteresowania tą dawną nekropolią swoich współwyznawców.